# クラウディウス・キウィリスの謀議
『クラウディウス・キウィリスのもとでのバタウィ族の謀議』（クラウディウス・キウィリスのもとでのバタウィぞくのぼうぎ、蘭: De samenzwering van de batavieren onder Claudius Civilis, 英: The conspiracy of the Batavians under Claudius Civilis）あるいは『クラウディウス・キウィリスの謀議』（クラウディウス・キウィリスのぼうぎ、英: The Conspiracy of Claudius Civilis）は、オランダ黄金時代の巨匠レンブラント・ファン・レインが1661年から1662年に制作した絵画である。油彩。主題は古代ローマの四皇帝期にオランダで起きたバタウィ族の反乱（西暦69年-70年）から取られている。アムステルダム市議会から市庁舎を装飾するために発注された。もともとはルネットの形状をした高さ5メートル、横幅5メートルの作品で、レンブラントがそれまで制作した中で最大のものであった。後にレンブラントに返還されたため報酬が支払われていない可能性がある。その後、 レンブラントは絵画を元のサイズの4分の1に大幅に縮小して売却した。レンブラントが仕上げた最後の世俗的な歴史画である。現在はストックホルムのスウェーデン国立美術館に所蔵されている。

## 主題

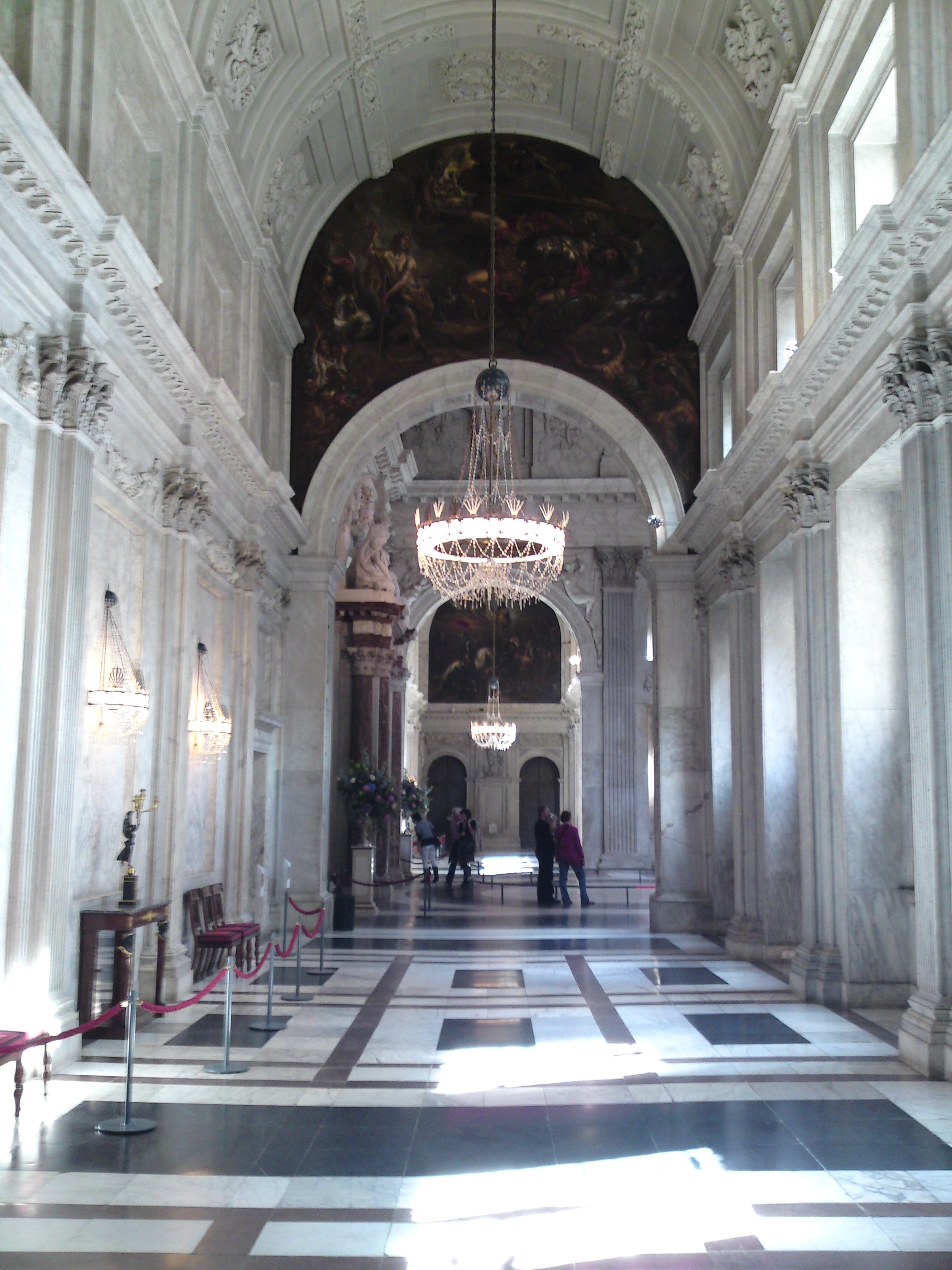
旧市庁舎であるアムステルダム王宮2階のヤーコブ・ヨルダーンス作のルネット。

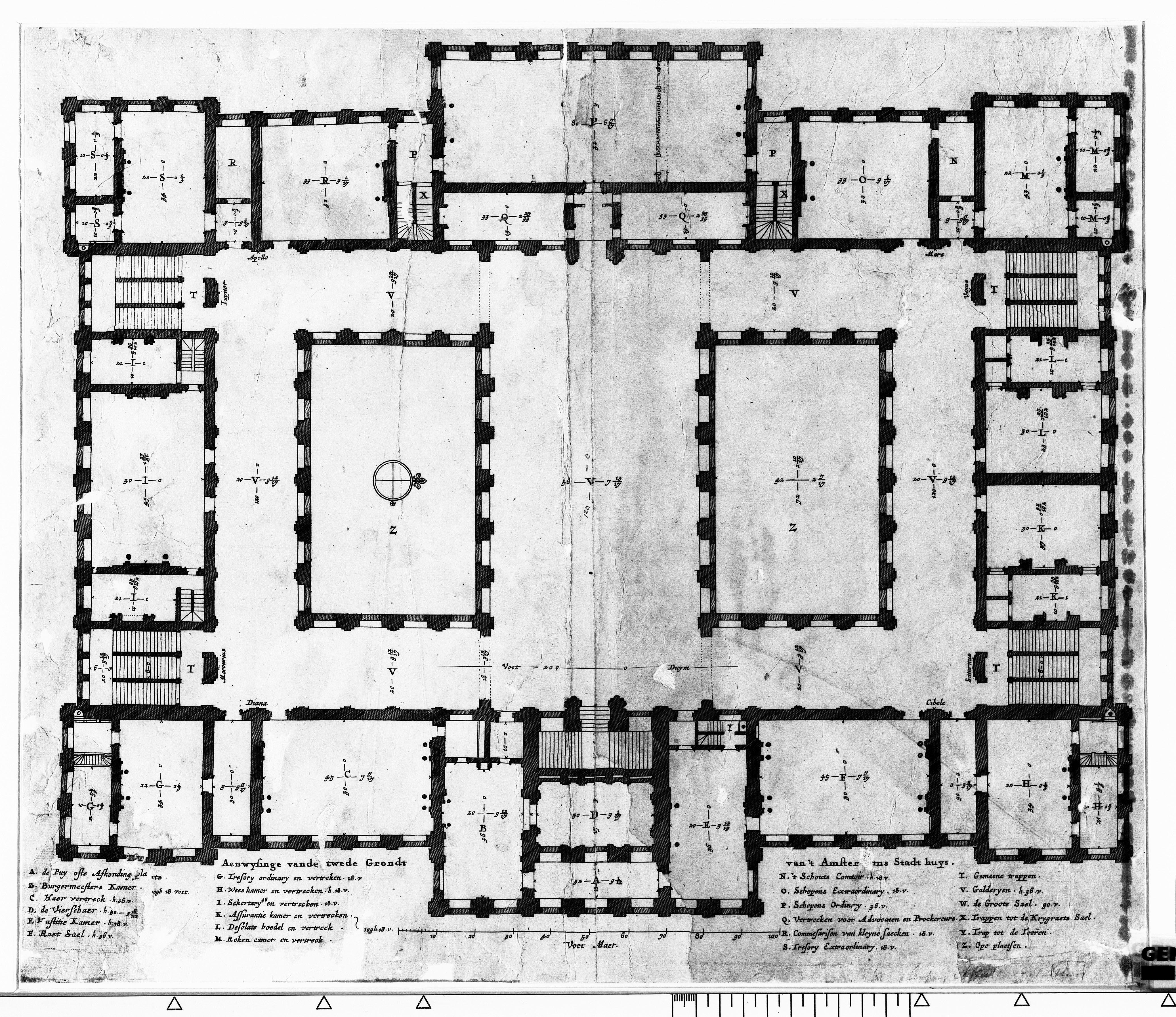
市庁舎2階の間取り図（1661年）。レンブラントの『クラウディウス・キウィリスの陰謀』は左下隅に配置された。

バタウィ族は現在のオランダに居住していた古代のゲルマン系民族とされている。68年にローマ皇帝ネロに対する不満により、ガリアで反乱が起きると（ローマ内戦）、バタウィ族はこれに呼応する形で他のガリア人を結集して反乱を起こした。この反乱はタキトゥスの『同時代史』で言及されており、タキトゥスはその首謀者をユリウス・キウィリスないしクラウディウス・キウィリスと呼んでいる（実際にはタキトゥスがクラウディウス・キウィリスと呼ぶのは1度しかないが、その後の美術史では後者のほうが定着した）。キウィリスは「表向きは宴会と称して、国の族長と下層階級の最も勇敢な人物たちを神聖な森の1つに集め」、反乱に加担するよう説得し、その後「全会衆を野蛮な儀式と奇妙な形式の誓約で縛った」。
タキトゥスは次のように書いている。キウィリスは「土着民にしては非常に頭が良く、同様に顔に傷があった第2のセルトリウスあるいはハンニバルと称した」。顔の傷とは隻眼であったことを指す。キウィリスは自由を取り戻すために皇帝ウェスパシアヌスへの友情を装った。ベトゥウェ地方の湿地帯の自身の部族の領域に戻ったとき、長い間計画していた反乱を組織した。その後、キウィリスはライン川沿いのローマ軍団を敗走させ、70年にはローマからの独立を宣言したが、最終的にクィントゥス・ペティリウス・ケリアリスに降伏した。

## 制作経緯
絵画は1655年に完成したダム広場の新しい市庁舎（現在の王宮）を装飾するために発注された。歴史画は17世紀の絵画の序列において最高位に位置づけられていた。バタウィ族の反乱は当時終結して間もないネーデルラントがスペインに対して起こした反乱戦争（八十年戦争）を予告するものとして美化された。1659年、ナッサウ＝ジーゲン侯爵ヨハン・マウリッツ、オラニエ公爵フレデリック・ヘンドリックの妃アマーリエ・フォン・ゾルムス＝ブラウンフェルス、その2人の娘と2人の義理の娘が新しい建築物を訪れた際に、評議会は広い空白箇所のすべてを埋めるため、詩人ヨースト・ファン・デン・フォンデルが作成したプログラムを使用し、レンブラントのもとで学んだホーファールト・フリンクに12点の絵画を発注した。しかしフリンクはいずれの作品も完成することなく1660年に死去した。その後、これらの作品はアムステルダム市長ヨアン・ハイトコーペル・ファン・マーシェヴェーンとアンドリース・デ・フラーフの決断によって、ヤーコブ・ヨルダーンスやヤン・リーフェンスを含む多くの画家たちに分担され、評議会は画家たちにキャンバスを提供した。レンブラントには元の計画でバタウィ族の反乱を取り上げた8点の絵画の1つである、タキトゥスが言及した誓いの場面の制作を発注された。

## 作品

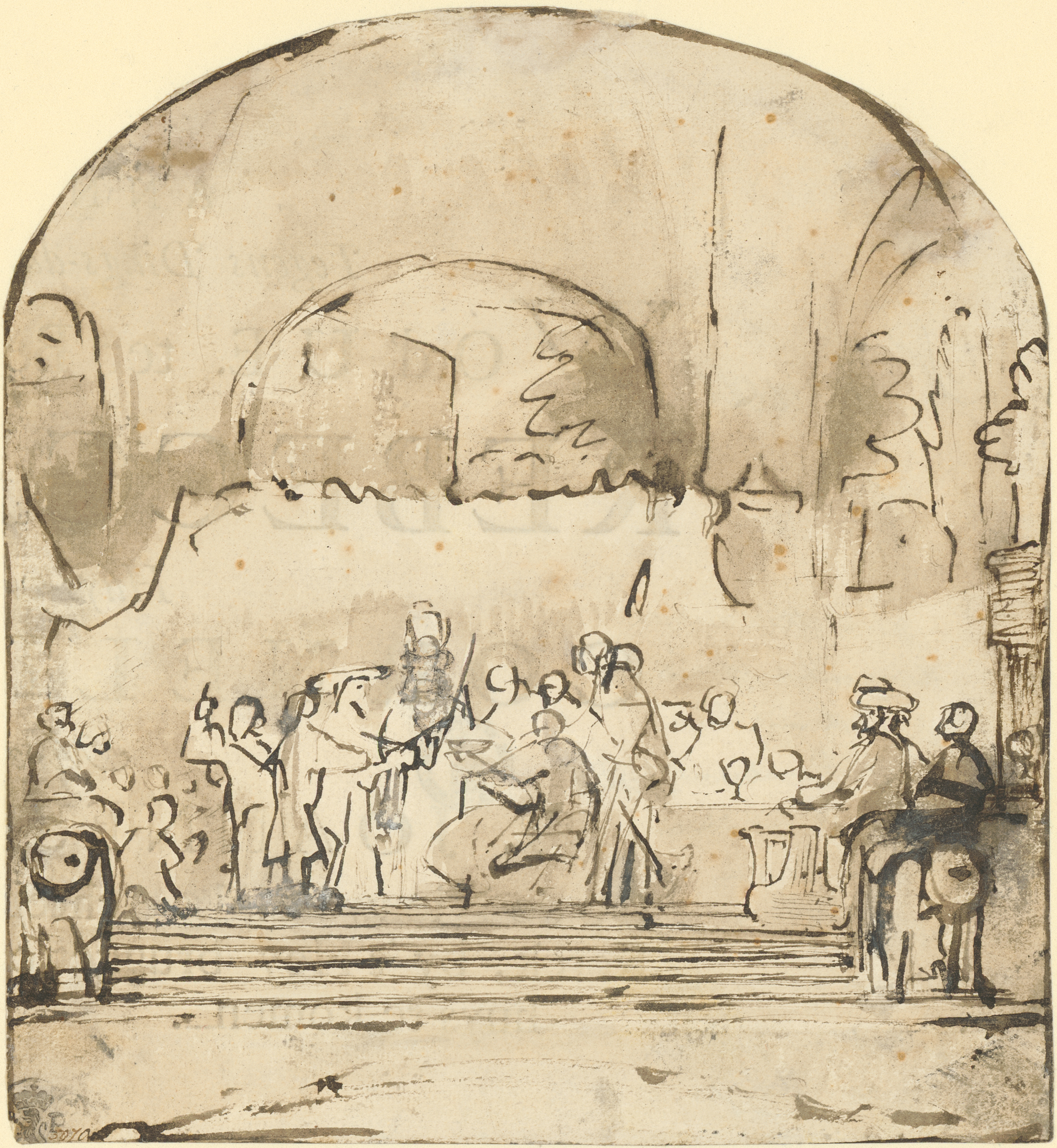
1661年10月付の葬儀チケットの裏面に描かれた素描。ミュンヘン市立美術館グラフィックアート・コレクション所蔵。

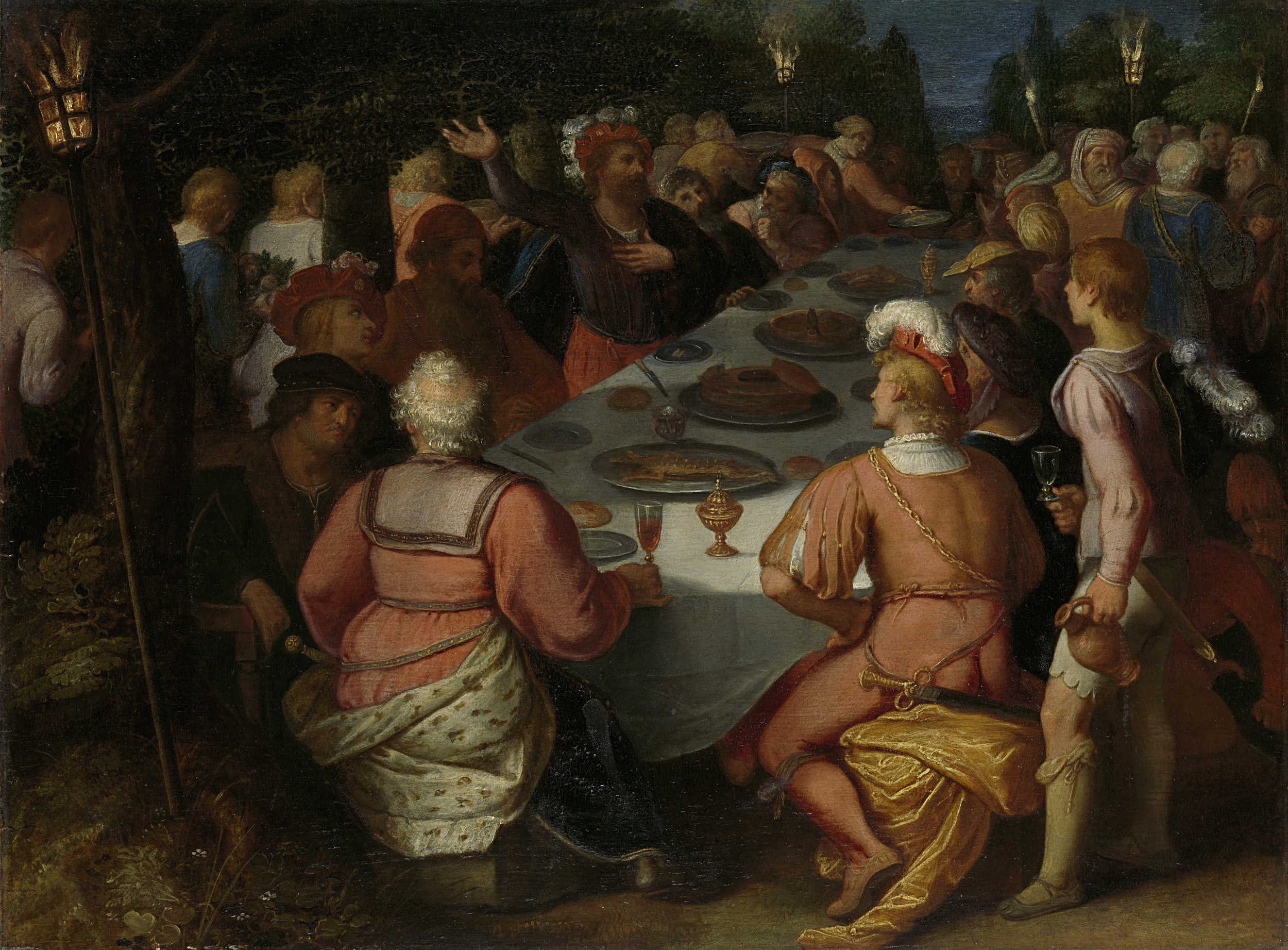
オットー・ファン・フェーンの絵画『シャケルボスにおけるクラウディウス・キウィリスとバタウィ族の謀議』。1600年と1613年の間。アムステルダム国立美術館所蔵。

レンブラントはタキトゥスに基づいて、バタウィ族の族長たちが反乱の指導者である片目の族長クラウディウス・キウィリスに忠誠の誓いを立てる瞬間を描いている。剣の誓いはレンブラントによる創案である。キウィリスは剣を持ち、バタウィ族の族長たちも自らの剣でその前面に触れているが、画面の中にはさらに1本多い剣が描かれている。この出来事の他の描写、特に1612年に出版されたバタウィ族の反乱に関する書『オランダとローマ人の戦争』（Batavorum cum Romanis bellum）で、オットー・ファン・フェーンがデザインした36枚の挿絵の1つとしてアントニオ・テンペスタが制作したエングレーヴィングでは握手を示している。その翌年にオランダ議会はファン・フェーンに同じテーマで12点の絵画をデン・ハーグのために依頼した。フリンクのデザインはこの場面のエングレーヴィングに基づいている。ファン・フェーンはバロックの様式で、キウィリスの顔の傷が見えないように常に横顔で描いた。
レンブラントがタキトゥスの《聖なる木立》に由来する場面を開かれたアーチの丸天井のホールに移したことを示す素描（1661年10月付の葬儀チケットの裏面）が現存している。絵画は1662年7月までに発送された後、短期間だけ市庁舎に設置されたが、文書で残されていない何らかの理由によりレンブラントに返品された。おそらく歴史画に必要な形式と仕上げが欠如しており、物語への英雄的なアプローチが不十分と見なされたことが関係していた。4点の絵画がすべて配置されたとき、他の作品との相違は明らかであった。評議会はおそらくレンブラントが構想した不気味な壮大さではなく、他の作品と同様の様式を期待していたと思われる。明暗法はレンブラントの晩年の作品の典型だが、「不気味な光と影、虹色の灰色がかった青と淡い黄色」はそうではない。
絵画がまだ市庁舎にあった1662年8月、レンブラントは「市庁舎の作品から生じる利益およびその作品から見込まれる収益の4分の1を取り分として」与える契約に署名した。しかし、ケルン大司教であり選帝侯の大公マクシミリアン・ハインリヒ・フォン・バイエルンが市庁舎に迎えられた同年9月24日には、レンブラントの絵画は取り外されていた。
作品に対する異議の1つは、レンブラントがクラウディウス・キウィリスの頭上に描いた不釣り合いな王冠と、キウィリスが支配している場面に協議的な共和制の描写がほとんどない点だったと考えられる。美術史家アルベルト・ブランカルトは従来の方法で画面の空白部分を人物像で埋めた他の画家たちと比較すると、本作品は暗すぎるうえに空白部分が多すぎると示唆した。

美術史家ケネス・クラークの場合、

公式の意見がそれを受け入ることができなかった理由を理解するには、現存する断片を見るだけでよい･････それは非常に素晴らしい絵画だが、場所によっては不条理に接している。シェイクスピア風という言葉は一度だけ正当化できる。レンブラントは『リア王』と『シンベリン』の舞台という半ば神話的であり、英雄的な魔法の過去を呼び起こした。そして、シェイクスピアと同様に、この遠隔性によって彼は生命を与えるグロテスクなもの（極端な側面の人物像）が持つ荒々しさを、原始的な壮大さのエピソードの中へと挿入することができた。

ポール・クレンショー（Paul Crenshaw）は「･･･障害が発生したとき、レンブラントが数ヶ月不在だったこと、そして彼にはちょうどいい場所に十分な支持者がいなかった」と書いている。代わりにフリンクの未完成の作品が回収され、ドイツの画家ユルゲン・オーフェンスによって4日間で迅速に仕上げられ、報酬として48ギルダーが支払われた。ちなみにフリンクは12点の連作に対して12,000ギルダーを約束されていた。ヨルダーンスとリーフェンスは作品ごとに1,200ギルダーの報酬を受け取った。経済的な困難の中、レンブラントは売却を容易にするために画面を大幅に切り落し、部分的に塗り直すことを余儀なくされた。テーブルは引き伸ばされ、左側に男性を追加した。次の数か月で、レンブラントは妻サスキア・ファン・オイレンブルフの墓を売却しなければならなかった。

## 来歴

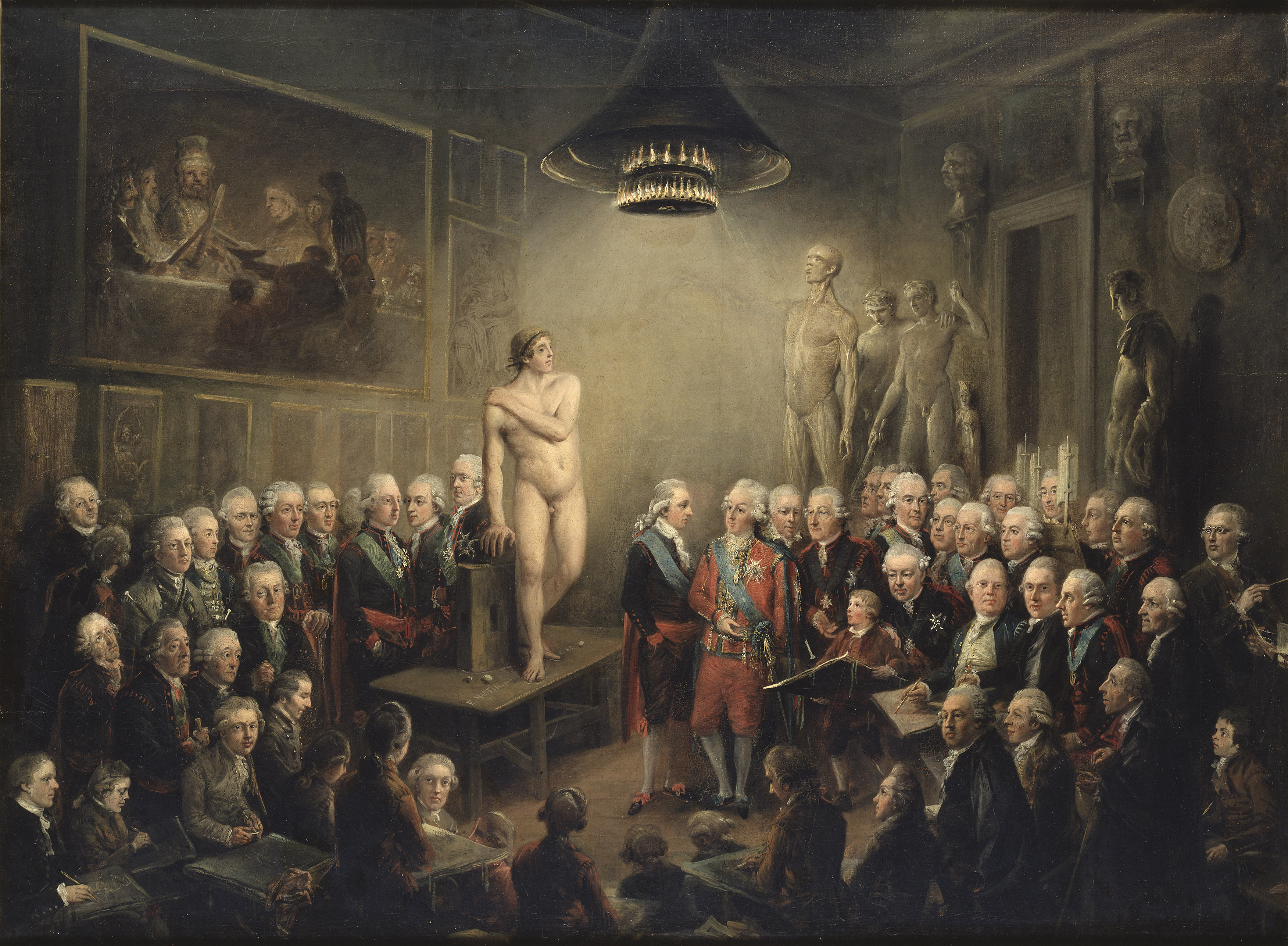
エリアス・マーティンの1782年の絵画『1780年、王立美術アカデミーに訪問するグスタフ3世』。キウィリスの誓いの場面に描かれた剣の数が1本少ない。スウェーデン国立美術館所蔵。

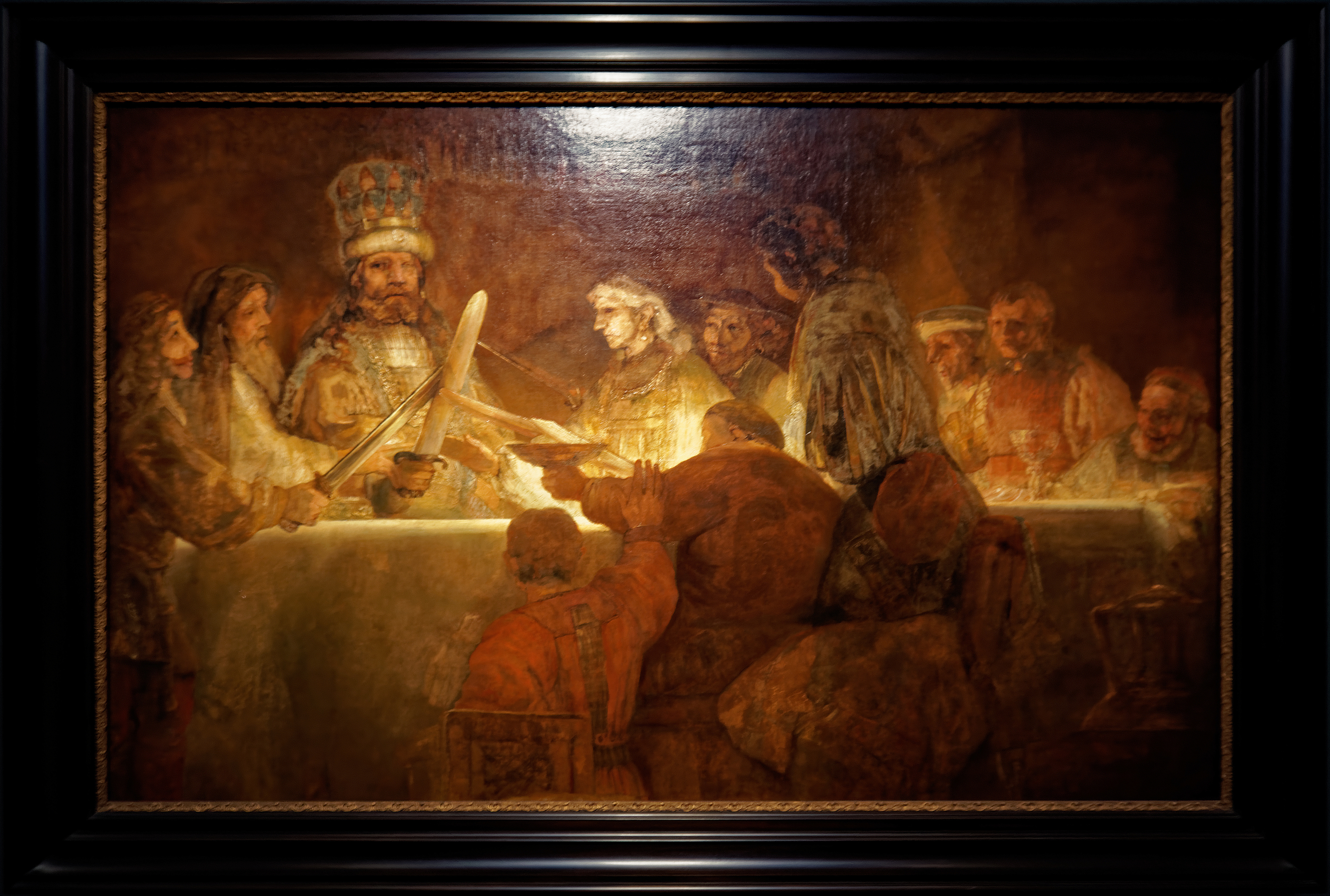
額縁。

1734年8月10日、絵画はアムステルダムの競売で、アレンスボリの商人ニコラス・コール（Nicolaas Kohl 1675年-1751年）によって購入された。その後、絵画はおそらく1766年にズワメルダムで死去したコールの未亡人ソフィア・グリル（Sophia Grill）からの相続としてスウェーデンにもたらされた。裕福なクロース・グリルの娘で彼の妻と同じ名前のアンナ・ヨハンナ・グリル（Anna Johanna Grill, 1745年-1801年）が取得した。彼女はストックホルムの商人ヘンリク・ヴィルヘルム・ペイルと結婚した。夫ペイルはおそらく知人の芸術家のアドバイスで、絵画をスウェーデン王立美術アカデミーに寄託した。エリアス・マーティンの1782年の絵画『1780年、王立美術アカデミーに訪問するグスタフ3世』（King Gustav III Visits the Academy of Fine Arts 1780）の背景には、アカデミーの壁に掛けられた本作品が描かれている。興味深いことに絵画の中の作品と現在の作品を比較すると、現在の作品には新たに1本の剣が描き加えられていることが分かる。1785年、絵画はストックホルム宮殿に移された。1798年、ペイルの未亡人で、アカデミーのメンバーであり会長であったアドルフ・ウルリク・グリルの姉妹アンナ・ヨハンナ・グリルによって美術アカデミーに寄贈された。
王室コレクションの平面図は本作品がギャラリーの1つで中心的な位置にあることを示している。1782年ごろ、絵画は画家・保存修復家のエリク・ハルブラドによって修復された。絵画層をキャンバスから別のキャンバスに移し替える方法を開発または習得したハルブラドは、レンブラントの元のキャンバスから新しいキャンバスに絵具層を移し替えた。この危険な作業中に何らかの損害が発生したらしく、現在絵画に見られる追加された剣は、おそらくこれを隠すためにハルブラドによって追加された。絵画は現在も王立美術アカデミーが所有しているが、1864年からストックホルムのウウェーデン国立美術館に寄託されている。
20世紀初頭、デンマークの作家カール・マドセンは、ミュンヘンの素描に気づき、レンブラントが破産した後、スウェーデンに逃亡したと想定した。マドセンはレンブラントが北欧神話の隻眼の神であり、王であり、司祭であるオーディンを描いたと示唆した。実際には、レンブラントがアムステルダムの西教会に埋葬されたことは1866年に発見され、絵画の本当の歴史は1891年に出版された。
2008年3月、アカデミーは絵画を7億5,000万クローネ（6,100万ポンド、1億2,300万ドル）と評価したが、その後、60%の値引きをした3億クローネ（2,400万ポンド、4,900万ドル）で、購入後に博物館に直接返却し、以前と同じように展示することを条件に売りに出した。この異常な措置は展覧会やその他の活動のために資金を調達するために取られた。
後に絵画はレンブラント後期の展覧会のためにアムステルダムに運ばれ、アムステルダム国立美術館にある『夜警』の隣に展示された。
2017年5月から2018年9月まで、絵画はスウェーデンのイェーテボリにあるイェーテボリ美術館で開催されたレンブラント特別展の中心的存在であった。